# Dư Hàng Kênh
Dư Hàng Kênh là một phường thuộc quận Lê Chân, thành phố Hải Phòng, Việt Nam.

## Địa lý
Phường Dư Hàng Kênh có diện tích 1,32 km², dân số năm 2022 là 30.706 người, mật độ dân số đạt 23.262 người/km².

## Lịch sử
Ngày 20 tháng 12 năm 2002, Chính phủ ban hành Nghị định số 106/2002/NĐ-CP về việc:
- Chuyển xã Dư Hàng Kênh thuộc huyện An Hải về quận Lê Chân quản lý.
- Thành lập phường Dư Hàng Kênh thuộc quận Lê Chân trên cơ sở toàn bộ 246,60 ha diện tích tự nhiên và 23.373 nhân khẩu của xã Dư Hàng Kênh.

Ngày 5 tháng 4 năm 2007, Chính phủ ban hành Nghị định số 54/2007/NĐ-CP về việc thành lập phường Kênh Dương trên cơ sở điều chỉnh 162,43 ha diện tích tự nhiên và 8.930 nhân khẩu của phường Dư Hàng Kênh.
Sau khi điều chỉnh địa giới hành chính, phường Dư Hàng Kênh còn lại 118,06 ha diện tích tự nhiên và 21.436 nhân khẩu.
Ngày 20 tháng 7 năm 2022, HĐND TP. Hải Phòng ban hành Nghị quyết số 26/NQ-HĐND về việc:
- Thành lập tổ dân phố số 1 trên cơ sở tổ dân phố số 36 và một phần của tổ dân phố số 35.
- Thành lập tổ dân phố số 2 trên cơ sở tổ dân phố số 37 và tổ dân phố số 39.
- Thành lập tổ dân phố số 3 trên cơ sở tổ dân phố số 38.
- Thành lập tổ dân phố số 4 trên cơ sở tổ dân phố số 40 và một phần của tổ dân phố số 35.
- Thành lập tổ dân phố số 5 trên cơ sở tổ dân phố số 30 và một phần của tổ dân phố số 29.
- Thành lập tổ dân phố số 6 trên cơ sở tổ dân phố số 31 và một phần của tổ dân phố số 29.
- Thành lập tổ dân phố số 7 trên cơ sở tổ dân phố số 33 và một phần của tổ dân phố số 32.
- Thành lập tổ dân phố số 8 trên cơ sở một phần của tổ dân phố số 25 và một phần của tổ dân phố số 34.
- Thành lập tổ dân phố số 9 trên cơ sở tổ dân phố số 8 và một phần của tổ dân phố số 9, một phần của tổ dân phố số 10, một phần của tổ dân phố số 11, một phần của tổ dân phố số 14, một phần của tổ dân phố số 19.
- Thành lập tổ dân phố số 10 trên cơ sở 2 tổ dân phố: số 22, số 23 và một phần của tổ dân phố số 32.
- Thành lập tổ dân phố số 11 trên cơ sở tổ dân phố số 24, một phần của tổ dân phố số 26 và một phần của tổ dân phố số 25.
- Thành lập tổ dân phố số 12 trên cơ sở tổ dân phố số 28, một phần của tổ dân phố số 25 và một phần của tổ dân phố số 34.
- Thành lập tổ dân phố số 13 trên cơ sở tổ dân phố số 27, một phần của tổ dân phố số 25, một phần của tổ dân phố số 26.
- Thành lập tổ dân phố số 14 trên cơ sở tổ dân phố số 21, một phần của tổ dân phố số 19 và một phần của tổ dân phố số 26.
- Thành lập tổ dân phố số 15 trên cơ sở tổ dân phố số 7 và một phần của tổ dân phố số 9.
- Thành lập tổ dân phố số 16 trên cơ sở 3 tổ dân phố: số 1, số 2, số 3.
- Thành lập tổ dân phố số 17 trên cơ sở một phần của tổ dân phố số 9 và một phần của tổ dân phố số 12.
- Thành lập tổ dân phố số 18 trên cơ sở một phần của tổ dân phố số 10, một phần của tổ dân phố số 11, một phần của tổ dân phố số 12, một phần của tổ dân phố số 13.
- Thành lập tổ dân phố số 19 trên cơ sở 3 tổ dân phố: số 4, số 5, số 6.
- Thành lập tổ dân phố số 20 trên cơ sở tổ dân phố số 15 và tổ dân phố số 16.
- Thành lập tổ dân phố số 21 trên cơ sở tổ dân phố số 17 và tổ dân phố số 18.
- Thành lập tổ dân phố số 22 trên cơ sở tổ dân phố số 20, một phần của tổ dân phố số 13, một phần của tổ dân phố số 14, một phần của tổ dân phố số 19.

## Xã hội
- Trường Đại học Dân lập Hải Phòng
- Trường THPT nhiều cấp học Nguyễn Tất Thành
- Trường THCS Dư Hàng Kênh
- Hồ Ông Báo
- Chợ Hàng
- Chùa Phổ Chiếu.

## Giao thông
- Phố Chợ Hàng
- Đường Miếu Hai Xã
- Đường Nguyễn Văn Linh.